# Bas-en-Basset
Bas-en-Basset é uma comuna francesa na região administrativa de Auvérnia-Ródano-Alpes, no departamento de Alto Loire. Estende-se por uma área de 46,9 km². Em 2010 a comuna tinha 4 454 habitantes (densidade: 95 hab./km²).